# Skenavrättning
Skenavrättning är en tortyrmetod där gärningsmännen får offret att tro att denne kommer att avrättas. Det kan antingen ske genom att man helt enkelt övertygar offret om att dennes avrättning kommer verkställas i det snaraste, alternativt att offret får genomgå brukliga förberedelser för en summarisk avrättning - denne kan till exempel beordras att gräva sin egen grav, sättas att bevittna verkliga eller iscensatta avrättningar eller iklädas ögonbindel och föras till en avrättningsplats. De påstådda bödlarna kan simulera en arkebusering men skjuta vid sidan av offret, med lösa skott eller med metoder liknande rysk roulette. Vid skenavrättning med halshuggning faller bilan och stannar precis ovanför offrets hals.
Offret avrättas aldrig vid en skenavrättning och syftet är att bryta ner offrets psykiska hälsa utan uppenbara kroppsliga spår. Den extremt traumatiska upplevelsen kan ge men för livet och skenavrättningar räknas som psykologisk tortyr.